# Antonio Sabàto, Jr.
Antonio Sabàto, Jr., född 29 februari 1972 i Rom, Italien, är en italienskfödd amerikansk skådespelare och modell. Han flyttade från Italien till USA 1985. Han blev först känd som underklädesmodell för Calvin Klein för att sedan gå över till skådespeleriet.

## Filmografi

### Filmer
- 2005 - Dold sanning - Matt Samoni
- 1996 - Terror på nöjesfältet - Jack Colson
- 1996 - Täcknamn: Wolverine - Harry Gordini
- 1999 - Dödligt virus - Nick Baldwin
- 2000 - Expedition: Livsfara! - David
- 2006 - Force of impact

### TV-serier
- 1992-1995 - General Hospital - Jagger Cates, okänt antal avsnitt
- 1994-1995 - Den andra jorden - Alonzo Solace, 21 avsnitt
- 1995 - Melrose Place - Jack Parezi, 7 avsnitt
- 1996 - Lois & Clark - Bob Stanford, 1 avsnitt
- 1999 - Ally McBeal - Kevin, 1 avsnitt
- 2000 - Förhäxad - Bane Jessup, 2 avsnitt
- 2005 - Joey - Kyle, 1 avsnitt
- 2005-2007 - Glamour - Dante Damiano, 270 avsnitt
- 2008 - NCIS - Dale Kapp, 1 avsnitt